# Кунтц, Карл
Карл Кунц (нем. Karl Kuntz; 28 июля 1770, Мангейм — 8 сентября 1830, Карлсруэ) — немецкий живописец и гравёр.
Ученик Якоба Рёнгера и Квальо в Академии художеств в Карлсруэ, Кунтц в 1805 г. получил титул придворного живописца в Бадене и под конец своей жизни был директором художественного музея в Карлсруэ. Кунтц писал небольшие пейзажи и животных в духе Паулюса Поттера, доводя их законченность до поразительной тонкости. Коровы и быки выходили в его картинах лучше, чем овцы и козы. На его пейзажах изображены хотя и несколько приукрашенные по художественной моде того времени, но реально существовавшие ландшафты. Колорит его блестящ, но напоминает финифтяную живопись, за исключением лишь тонов в передаче воздуха.
Как гравёр Кунтц работал преимущественно акватинтой. Из его гравюр наиболее известны: «Семейство пастуха», с Г. Роса, «Агарь» с картины Клода Лоррена, «Пейзаж» с картины Адриана ван де Вельде, «Мочащаяся корова» с картины Паулюса Поттера в Эрмитаже, выполненные по собственным рисункам «Четыре времени дня» и некоторые другие.
Сыновья Карла Кунца Рудольф и Людвиг также стали художниками.